# Psammisia williamsii
Psammisia williamsii är en ljungväxtart som beskrevs av A. C. Smith. Psammisia williamsii ingår i släktet Psammisia och familjen ljungväxter. Inga underarter finns listade i Catalogue of Life.